# Pachuca, Veracruz
Pachuca är en ort i Mexiko.   Den ligger i kommunen Ixmatlahuacan och delstaten Veracruz, i den sydöstra delen av landet, 400 km öster om huvudstaden Mexico City. Pachuca ligger 12 meter över havet och antalet invånare är 671.
Terrängen runt Pachuca är mycket platt. Runt Pachuca är det ganska glesbefolkat, med 43 invånare per kvadratkilometer. Närmaste större samhälle är Cosamaloapan de Carpio, 7,3 km sydost om Pachuca. Trakten runt Pachuca består till största delen av jordbruksmark.